# 눈팅족
인터넷 문화에서 눈팅은 일반적으로 온라인 커뮤니티의 구성원으로서 관찰하지만 게시물을 올리거나 댓글을 다는 등의 참여는 하지 않는 행위를 말하며, 눈팅족은 그러한 행위를 하는 사람을 아울러 지칭하는 말이다. 정확한 정의는 맥락에 따라 달라진다. 눈팅족은 온라인 커뮤니티의 모든 사용자 중 상당한 비율을 차지한다. 눈팅은 사용자들이 직접 참여하기 전에 온라인 커뮤니티의 관례를 배울 수 있게 해주며, 결국 눈팅을 끝낸 뒤 그들의 사회화를 개선시킨다. 그러나 눈팅하는 동안의 사회적 접촉 부족은 때때로 눈팅족 사이에서 외로움이나 무관심을 야기한다.
영미권에서는 눈팅을 러킹(lurking), 눈팅족을 러커(lurker)라고 부르며, 그 밖에 브라우저, 읽기 전용 참여자, 비공개 참여자, 합법적 주변 참여자, 대리 학습자, 또는 잠자는 사람 등 다양한 이름으로 불린다.

## 역사
"눈팅"이라는 단어는 1990년대 후반부터 2000년대 초반 사이에 PC통신과 초기 인터넷 채팅 문화가 확산되면서 자연스럽게 만들어진 것으로 보이며, 2000년대부터 언론에서 사용될 정도로 널리 퍼진 용어가 되었다.
컴퓨터 매개 커뮤니케이션이 시작된 이래로 눈팅은 커뮤니티 구성원들의 관심사였다. 영미권에서 "러크"(lurk)라는 용어는 14세기에 처음 사용되었을 때까지 거슬러 올라갈 수 있다. 이 단어는 종종 악한 목적으로 은밀하게 숨어있는 사람을 가리켰다. 1980년대 중반에 게시판 시스템이 인기를 끌면서 이 단어가 인터넷에 적용되기 시작했다. 게시판은 사용자들이 파일을 업로드하고 커뮤니티와 공유할 댓글을 게시하기 위해 전화를 거는 단일 전화선을 통해 접속되었다. 시스템을 사용하고 자원을 소비하는 사람들은 기여할 것으로 기대되었다. 러커들이 아무것도 기여하지 않으면서 장시간 전화선을 바쁘게 만들었기 때문에, 그들은 종종 부정적으로 여겨졌고 BBS를 관리하는 시스템 운영자에 의해 차단당하곤 했다.
오늘날 눈팅은 긍정적으로도 부정적으로도 여겨진다. 많은 커뮤니티에서 눈팅족은 여전히 무임승차자로 여겨진다. 그들은 "받기만 하고 되돌려주지 않기" 때문에 공공재에 대한 부담으로 인식된다. 그러나 일부 커뮤니티는 초보자들에게 눈팅을 권장한다. 눈팅을 통해 초보자들은 커뮤니티의 문화에 대해 더 많이 배우고, 커뮤니티의 사회적 규범을 이해하며, 커뮤니티의 핵심 구성원들과 친숙해질 수 있다. 눈팅족은 또한 대중 매체에 대한 청중을 제공하기 때문에 오늘날 커뮤니티에서 긍정적으로 여겨진다. 눈팅족의 존재는 종종 광고 지원을 받는 정당화 근거가 된다.
눈팅족은 컴퓨터 매개 커뮤니티에서 추적하기 어려운 경우가 많다. 글을 올리지 않고 대부분 내용을 읽기만 하기 때문에, 추적할 수 있는 흔적을 거의 남기지 않는다. 오픈 소스 프로젝트 커뮤니티에서는 상시 커뮤니티의 50%에서 90%가 눈팅족일 것으로 추정된다. 커뮤니티에 따라 이는 90-9-1 원칙과 일치할 수 있다.

## 근거
눈팅족은 다양한 이유로 참여보다는 눈팅을 한다. 눈팅족의 대다수는 단순히 브라우징이 그들에게는 충분하다고 생각하기 때문에 눈팅을 한다고 공언한다. 사용자들은 또한 참여하기로 결정했을 때 따라할 예시를 찾고, 중복되는 게시물이나 기여를 피하며, 대화 주제에 대해 더 많이 배우기 위해 눈팅을 선택한다. 기여하기 전에 커뮤니티에 대해 배워야 한다는 눈팅족의 필요성은 건강 지원 커뮤니티에 비해 글을 올리는 데 더 많은 정보가 필요한 기술 지원 커뮤니티에서 거의 두 배나 많은 사용자가 눈팅을 하는 이유를 설명해준다. 연구자들은 웹 포럼에서 읽기, 기여하기, 중재하기에 서로 다른 동기가 깔려 있음을 보여주었다. 순수한 눈팅족은 커뮤니티가 특정 종류의 콘텐츠를 찾을 수 있는 유일한 장소라는 사실에 더 자주 동기를 받는 반면, 중재자와 기여자는 의무감이나 애착감에 동기를 받는다. 소셜 미디어에서의 눈팅은 또한 수용적 읽기의 한 형태가 될 수 있으며, 이를 통해 사용자들은 다른 관점을 가진 사람들의 의견을 이해하려고 한다. 출간된 문헌의 대부분에서 "눈팅"은 개인적 특성으로 다뤄진다. 그러나 합법적 주변 참여와 "탈눈팅"의 개념은 눈팅이 성향적이라기보다는 상황적일 수 있음을 시사한다. 전체 구성원 목록을 볼 수 있는 온라인 커뮤니티 연구에서, 연구자들은 한 커뮤니티에서는 공개 참여자이면서 다른 커뮤니티에서는 침묵하거나 비공개 참여자로 남아있는 구성원의 수를 셀 수 있었다. 구성원의 84%가 이러한 혼합 패턴에 해당했으며, 이는 사람들이 커뮤니티별로 눈팅을 할지 기여를 할지를 선택한다는 것을 나타낸다.

## 잠재적 이익

### 눈팅족의 이익
눈팅 행동은 사용자들에게 몇 가지 이익을 제공한다. 모(Mo)와 콜슨(Coulson)은 HIV/AIDS 온라인 지원 그룹의 눈팅족이 관심, 자기효능감, 낙관주의, 우울감, 외로움 수준에서 게시자들과 다르지 않다는 것을 발견했다. 그들은 또한 눈팅족이 게시자들보다 더 활기차다고 느낀다는 것을 발견했다.
전자학습에서의 눈팅을 다룬 연구에서, 학자들은 눈팅이 온라인 강의에서 도움이 되는 참여 유형이라는 증거를 찾았다. 학생들은 글을 올리기 전에 눈팅을 하는 가장 일반적인 이유가 답변할 메시지를 발견하기 위해서, 채택할 모델을 식별하기 위해서, 유사한 답변 제공을 피하기 위해서, 그리고 주제에 관한 지식을 습득하기 위해서라고 말했다. 이 연구의 학생들은 또한 다른 사람들이 그들의 게시물에 응답했는지 확인하거나 이전 개념을 검토하기 위해 온라인 강의 토론 게시판의 게시물을 읽으러 다시 온다고 표현했다.

### 학습 커뮤니티 사회적 규범
눈팅족이 눈팅을 하는 한 가지 이유는 그룹에 대해 더 많이 배워야 할 필요 때문이다. 인터뷰에서 눈팅족은 커뮤니티에 대한 이해 부족을 글을 올리지 않는 이유로 주장한다. 눈팅족은 종종 글을 올리기 전에 시간을 들여 그룹이 그들에게 얼마나 잘 맞는지 평가한다. 눈팅족은 그룹의 개인들, 대화 스타일, 암묵적 규범과 명시적 정책에 대해 더 많이 배운다. 인터뷰에서 눈팅족은 실수를 하고 그룹에게 거부당하는 것을 피할 수 있기 때문에 이것이 그들이 선호하는 방법이라고 언급했다. 그룹이 잘 맞는지 판단하고 규범에 대해 더 많이 배우기 위해, 눈팅족은 전부는 아니더라도 대부분의 게시물을 읽을 것이다. 게시물을 읽음으로써 눈팅족은 논의되고 있는 주제와 그것이 그들에게 잘 맞는지에 대한 더 나은 이해를 발전시킨다. 눈팅족은 또한 그룹의 다른 구성원들에 대한 더 나은 이해를 얻기 위해 관련 웹사이트가 있는 이메일 주소와 서명을 검토할 것이다.
이러한 단계를 거쳐 눈팅족은 더 많은 문화 자본을 얻는다. 소로카(Soroka)와 라파엘리(Raffaeli)는 문화 자본을 "개인이 다양한 문화 코드를 해석할 수 있게 하는 지식"으로 정의한다. 다시 말해, 커뮤니티 규범에 대한 지식이다. 그들은 글을 올리기 전에 더 오래 눈팅하는 사람들이 더 높은 수준의 문화 자본을 가지고 있다는 것을 발견했다. 눈팅족은 커뮤니티에서 많은 시간을 보내는 것만으로도 문화 자본을 얻을 수 있다. 더 많은 문화 자본을 가진 사람은 커뮤니티로부터 더 많은 이익을 얻을 것이다.

### 다른 사람의 이익
상호작용 메일링 리스트에 대한 그들의 연구에서, 다카하시(Takahashi), 후지모토(Fujimoto), 야마사키(Yamasaki)는 "적극적 눈팅족", 즉 온라인 그룹에서 온라인 그룹 외부의 개인들에게 콘텐츠를 퍼뜨리는 개인들이 주변 커뮤니티에 유익한 정보를 퍼뜨리는 데 도움이 된다는 것을 보여주었다.
눈팅족은 또한 눈팅하는 동안 가치 있는 지식의 저장고를 개발할 수 있으며, 나중에 기여하기로 결정할 경우 도움이 될 수 있다. 예를 들어, 오픈 소스 소프트웨어 커뮤니티의 사용자들은 일반적인 문제에 대한 답을 빠르게 발견할 수 있어서 나중에 답변을 기여할 가능성이 더 높아진다. 이미 질문에 대한 답을 얻었다면, 탈눈팅하고 보답할 가능성이 더욱 높아진다. 이러한 행동들은 오픈 소스 기술 지원의 근간을 형성한다.
눈팅족은 또한 커뮤니티의 부담을 줄이는 데 도움이 된다. 커뮤니티에 질문이 있을 수 있는 사람은 커뮤니티 구성원들이 그들의 질의를 보고 응답하기 위해 노력을 들이도록 강요하는 것보다 답을 찾아보는 것이 더 나을 수 있다. 오픈 소스 프로젝트 커뮤니티의 경우, 질문의 대다수는 이미 커뮤니티에서 묻고 답해졌기 때문에 반복되는 질문은 헛된 일이 된다.
실용적으로, 눈팅족은 페이지에 접속하여 광고 수익을 창출함으로써 커뮤니티에 수익을 제공하기도 한다.

## 잠재적 비용

### 눈팅족의 비용
눈팅족은 정규 기여자들에 비해 커뮤니티 내 소속감을 덜 경험한다. 그들은 만족도가 낮고 더 많은 방해를 경험한다. 이는 눈팅족이 소속감과 만족감이 가져다주는 동기가 부족하기 때문에 기여를 하기 전에 떠날 가능성이 높다는 것을 의미한다. 소셜 네트워킹 웹사이트의 경우, 눈팅족은 친밀감과 개인적 웰빙을 덜 경험한다. 페이스북의 눈팅족은 다른 더 사교적인 커뮤니티 구성원들이 참여하는 것을 지켜보면서 외로움을 경험할 수 있다.

### 다른 사람의 비용
눈팅족은 또한 다른 커뮤니티 구성원들에게 부정적 영향을 미칠 수 있다. 커뮤니티 구성원들이 누군가가 참여하기보다는 눈팅을 하고 있다는 것을 알 수 있다면, 감시당하고 있다고 느낄 수 있다. 눈팅족은 또한 동의를 구하지 않고 커뮤니티에 소개된 콘텐츠 조각들을 가져가서 커뮤니티의 규칙을 위반할 수 있다. 그 결과, 온라인 커뮤니티의 개인들은 개인적인 상호작용을 경험하고 있다고 느낄 수 있지만, 눈팅족은 소속감이 줄어들어 관찰을 위한 공공 공간으로 볼 수 있다. 눈팅족이 더 명백한 채팅방과 같은 더 친밀한 커뮤니티에서는 이것이 상당히 극단적이 될 수 있다. 허드슨(Hudson)과 브룩맨(Bruckman)은 실험자로서 IRC 채팅방에 들어가 채팅을 기록하고 있다는 메시지, 기록을 위한 옵트인 메시지, 옵트아웃 메시지를 게시하거나 아무것도 게시하지 않았다. 채팅방의 63.3%가 실험자들이 어떤 종류의 메시지든 제공한 후 그들을 추방했으며, 이는 명시적인 채팅 기록에 대한 혐오를 보여준다. 그러나 방의 29%는 실험자들이 아무것도 게시하지 않았음에도 불구하고 그들을 추방했으며, 이는 눈팅족에 대한 무시를 보여준다.

### 무임승차
눈팅은 인터넷 커뮤니티 내에서 일어날 수 있는 무임승차의 한 형태일 뿐이며, 응답하지 않고 질문하거나 정보를 배포하지 않고 수집하는 것과 유사하다. 눈팅은 모든 구성원이 그렇게 할 경우 무임승차가 커뮤니티에 미칠 수 있는 위험 때문에 커뮤니티에게 바람직하지 않은 것으로 여겨진다. 공공재는 누군가를 배제하는 것이 불가능하고 커뮤니티 내에서 공동 공급을 갖는 것이다. 인터넷 커뮤니티는 사람들이 선택한다면 별도로 정보를 기여할 수 있는 데이터 풀이기 때문에 공공재로 여겨진다. 커뮤니티의 생존은 구성원들의 기여에 의존한다. 공공재의 이익을 공유하는 것에서 구성원들을 배제하는 것이 불가능하기 때문에, 사람들은 다른 구성원들의 작업에 무임승차하고 스스로는 기여하지 않을 동기를 더 갖게 된다. 그룹이 규모가 커질수록 무임승차의 가능성이 증가한다. 개인들은 그들의 기여가 눈에 띄는 차이를 만든다고 보지 않고 다른 구성원들이 원하는 효과에 도달하기에 충분한 콘텐츠를 제공할 것으로 기대한다면 기여할 가능성이 낮다. 눈팅족은 기여할 때 그것이 그들 자신을 제외한 커뮤니티의 모든 사람에게 이익이 되기 때문에 정보를 보류할 수 있다. 모든 사람이 정보를 보류하기로 선택하면, 집단적 이익은 더 이상 생산되지 않는다. 더 많은 사람들이 무임승차를 하면서, 그룹 구성원들 사이에서 유용한 정보와 상호작용을 생산하기가 더 어려워진다. 그러면 그룹은 새로운 구성원을 끌어들이고 현재 구성원들을 유지하기에 충분한 자원을 갖지 못할 것이다. 눈팅은 또한 광고를 사용하여 수익을 창출하지 않는다면 사이트 운영자들에게 돈이 들 수 있다. 사이트를 방문하는 눈팅족의 대역폭 비용은 기부자들이나 기여자들이 커뮤니티에 제공하는 가치를 능가할 수 있다.

## 커뮤니티 요인
커뮤니티의 서로 다른 요인들이 그 커뮤니티 내에서의 눈팅 행동에 영향을 미칠 수 있다. 커뮤니티 내 눈팅의 양은 커뮤니티의 주제, 커뮤니티의 규모, 커뮤니티 내 트래픽의 양과 상관관계가 있다. 눈팅족의 수는 건강 지원 그룹에 비해 기술 지원 그룹에서 거의 두 배에 달한다. 주제의 성격이 눈팅족 수의 차이에 대한 원인일 수 있다. 커뮤니티의 구성원 수 또한 일어나는 눈팅의 양에 영향을 미칠 수 있다. 그룹의 구성원 수가 증가하면 눈팅족의 비율도 증가한다. 주어진 그룹 크기 내에서 더 높은 트래픽을 가진 그룹들은 더 낮은 눈팅족 비율을 갖는 경향이 있다.

## 같이 보기
- 다운족
- ing